# Fabrice Mathieu
Fabrice Mathieu es un deportista neocaledonio que compitió en judo. Ganó una medalla de plata en el Campeonato de Oceanía de Judo de 2004 en la categoría abierta.

## Palmarés internacional
| Campeonato de Oceanía | Campeonato de Oceanía | Campeonato de Oceanía | Campeonato de Oceanía |
| Año                   | Lugar                 | Medalla               | Categoría             |
| --------------------- | --------------------- | --------------------- | --------------------- |
| 2004                  | Numea (Francia)       | Medalla de plata      | Abierta               |